# Větrník (divadlo)

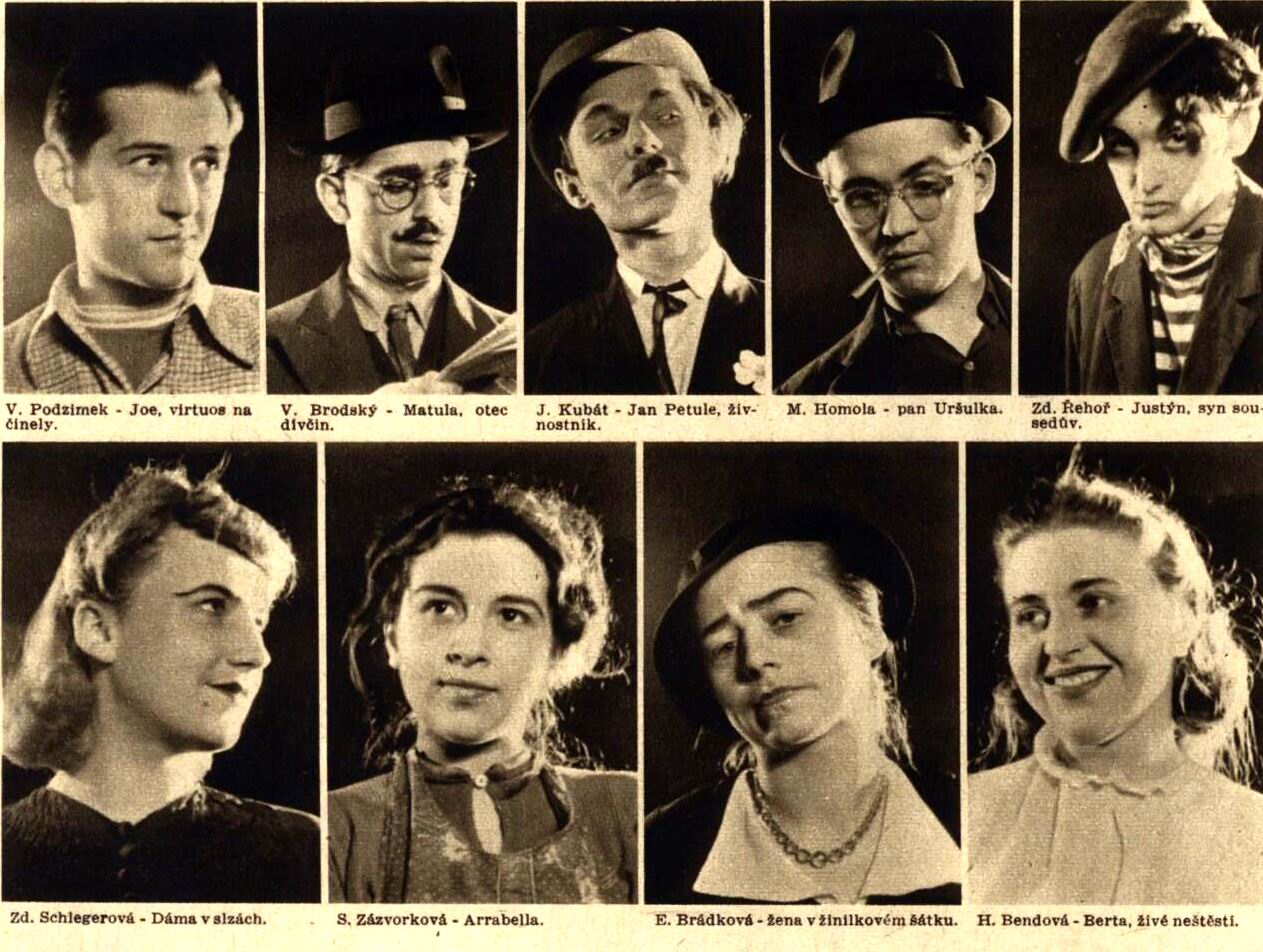
Herci divadelní inscenace hry Františka Němce Sentimentální romance, Větrník, 1943, režie Josef Šmída

Větrník bylo divadlo založené v září roku 1941 režisérem Josefem Šmídou. V jeho kolektivu působili mladí herci, mnozí z nich elévové Burianovy herecké školy. Divadlo existovalo v letech 1941 až 1946 a působilo postupně v několika pražských sálech.

## Zrod divadla
Josef Šmída byl v roce 1940 asistentem režiséra Jindřicha Honzla v Divadélku pro 99. Poté, co byl Honzlův soubor nucen opustit Topičův salon a odstěhoval se do Smetanova muzea na Novotného lávce, nabídl nakladatel F. Borový Josefu Šmídovi licenci k provozu sálu. V prostorách bývalého Divadélka pro 99 na Národní třídě č.9 (tehdy na adrese Viktoria 9) tak zahájil Josef Šmída činnost divadla Větrník, pro které sám vymyslel název a to dne 13. listopadu 1941 uvedením montážního pořadu Portrét Antonína Dvořáka.
Provozovatelské oprávnění umožňovalo v sále uvádět pouze pořady literárního typu. Pomoc divadelníkům poskytla Míla Mellanová, která angažovala většinu z nich do svého Pražského dětského divadla, takže vůči úřadům byli v zaměstnaneckém poměru a mohli se plně věnovat vlastní činnosti.

## Soubor divadla
V souboru divadla Větrník působili mnozí studenti soukromé divadelní školy E. F. Buriana. K zakládajícím členům divadla patřili režisér Josef Šmída, výtvarník Oldřich Vymazal, herci Vlastimil Brodský, Jaroslav Kubát, Zdeněk Míka, Zdeněk Řehoř, Jiří Benda, Vlastimil Podzimek, Zdeněk Trnka a herečky Heda Hrdinová, Helena Bendová, Eva Brádková (Uiberlayová), Stella Zázvorková a Radana Žďárská. Z důvodů vnitřních rozporů v souboru odešlo šest zakládajících členů na podzim roku 1943. Někteří se však znovu vrátili na jaře 1944, když se jim nepodařilo vytvořit novou divadelní scénu.
Později za okupace do souboru přišli mj. Zdeněk Dítě, Václav Lohniský a Zdeněk Stránský. K nim se časem připojili posluchači pražské konzervatoře, Frejkovi žáci Jaromír Pleskot a Radovan Lukavský a další mladí herci, např. Gustav Heverle a Jaroslava Adamová, kterou přivedl tehdejší její partner Vlastimil Brodský.
Hudbu pro divadlo skládal Antonín Cerha, od roku 1944 Jan Rychlík.
Po válce se soubor značně proměnil. Zdeněk Stránský a Václav Mulač zahynuli během Pražského povstání, novými členy se stali např. Miroslav Horníček a Miloš Kopecký, a soubor se zprofesionalizoval.

## Tvorba divadla
V divadle existovaly po celou dobu okupace vedle sebe dvě linie jevištního výrazu:
- Starší – básnická recitační pásma, stylizované divadlo poezie s reminiscencemi na Burianovu režijní práci.
- Novější – časově od uvedení hry Husa na provázku – komedie se zvláštním groteskním kouzlem.

## Působiště divadla
Divadlo zahájilo činnost na Národní třídě v Topičově salonu, kde převzalo malý sál po Divadélku pro 99. Zde hrálo divadlo až do 7. července 1944, kdy se muselo na příkaz Zemského úřadu odstěhovat kvůli údajnému neplnění bezpečnostních předpisů. Divadlo se přemístilo do ulice Ve Smečkách do divadelního sálku Ženského klubu. Po osvobození v roce 1945 se divadlo stěhovalo ještě do kabaretu Rokoko na Václavském náměstí a v září 1945 do sálu Mozartea v Jungmannově ulici č.30.

## Zánik divadla
Činnost divadla byla ukončena na podzim roku 1946, kdy divadlo dostalo výpověď ze sálu Mozartea. Předcházelo tomu rozhodnutí ÚRO – Ústřední rady odborů, která předala v červnu 1946 několik divadel, včetně Větrníku , novému provozovateli – ÚDLD (Ústředí divadel Lidového divadla). Nový provozovatel vyhodnotil provoz divadla jako hospodářsky neúnosný a rozhodl jej v další sezóně neprovozovat. Na podzim 1946 byli pozváni Josef Šmída s Oldřichem Vymazalem na Ministerstvo školství a osvěty a byli vyzváni k úhradě schodku divadla ve výši přibližně jeden milion Kčs, aby mohl Větrník dále existovat. Pokud by tak neučinili, uhradí schodek ministerstvo a divadlo bude likvidováno. Po kratším rozmyšlení prý Josef Šmída podepsal souhlas s likvidací divadla. K 30. listopadu 1946 ukončilo divadlo svoji činnost.

## Citát
…Když si tak snažím představit tu okupační atmosféru kulturní, s oficiální produkcí i rašícími pokusy o skutečnou tvorbu, pokud vůbec byla možná, nějaká světýlka v té mlze blikají; některá matně a skomíravě, jiná jasněji. Ale Větrník svítí. Větrník byl skvostný…Viděl jsem některá představení nejednou. Němcovy Soudničky několikrát, Limonádového Joe – mnohokrát. Tehdy jsem totiž ještě ve Větrníku nehrál, tehdy jsem do Větrníku chodil.
 Miloš Kopecký

## Inscenace uvedené v divadle, výběr

### V Topičově salónu
- 1941 J. Šmída: Portrét Antonína Dvořáka, režie Josef Šmída (26 repríz)
- 1941 Vlámská lid. hra: Lancelot a Alexandrina, režie J. Šmída (34 repríz)
- 1942 Básně německého baroku: Růže ran, režie J. Šmída (36 repríz)
- 1942 Jaroslav Pokorný: Písně Omara Pijáka, režie J. Šmída (45 repríz)
- 1942 M. de Cervantes, Milada Součková: Zázračné divadlo hraje Oidipa krále, režie J. Šmída (15 repríz)
- 1942 Jiří Mahen: Husa na provázku, režie J. Šmída (44 repríz)
- 1942 Jiří Mahen: Trosečníci v manéži, režie J. Šmída
- 1942 K. L. Immermann: Merlin, režie J. Šmída (15 repríz)
- 1943 J. Š. Kubín, J. Šmída: Přiďte pobejt čili Námluvy a pomluvy, režie J. Šmída (53 repríz)
- 1943 František Němec, J. Šmída: Sentimentální romance, režie J. Šmída (118 repríz)
- 1943 Karel Schulz, J. Šmída: Peníz z noclehárny, režie J. Šmída (50 repríz)
- 1944 Jiří Brdečka: Limonádový Joe, režie J. Šmída (99 repríz)

### V Ženském klubu Ve smečkách
- 1944 František Němec, J. Šmída: II.sentimentální romance, režie Josef Šmída (6 repríz)

### V Rokoku
- 1945 František Němec, J. Šmída: Romance nesentimentální, režie Josef Šmída (26 repríz)

### V Mozarteu
- 1945 A. Suchovo-Kobylin: Smrt Tarelkinova, režie Josef Šmída (37 repríz)
- 1945 Massimo Bontempelli: Cenerentola, režie J. Šmída (47 repríz)
- 1945 Jaroslav Hašek: Dramatická anabáze třemi díly románu Osudy dobrého vojáka Švejka, režie J. Šmída (216 repríz)
- 1945 Dramatická montáž: Jula Fučík, bojovník za radost, režie Miroslav Horníček (10 repríz)
- 1946 Marc Connelly: Zelená pastviska, režie J. Šmída (51 repríz)
- 1946 Alexandre Dumas starší: Všichni za jednoho – jeden za všechny, režie J. Šmída (8 repríz)
- 1946 Jacinto Benavente: Do Prahy je cesta dlouhá, režie J. Šmída
- 1946 Radko Jermak: Za železnou oponou, režie Karel Lhota a Milan Vobruba

## Gramodesky
- 1944 Úryvky z inscenací Větrníku (Peníze z noclehárny, Sentimentální romance, Limonádový Joe), vydal Ultraphon, účinkují: V. Brodský, S. Zázvorková, A. Kautská, Z. Řehoř, Z. Dítě, Z. Stránský a V. Lohniský, režie Jiří Frejka

## Osobnosti české kultury o divadle Větrník
Vlastimil Brodský
- Zakládali jsme Větrník nezatíženi běžnou divadelní konvencí (bylo nám v průměru necelých dvacet let), ale také nezásobeni potřebnými divadelními zkušenostmi a hereckou praxí...Nedostatky jsme nahrazovali pílí a houževnatostí, obětavostí a nadšením, které spolu s talentem režiséra Šmídy a všeobecnou nenávistí k „duchu nové Evropy“ daly divadélku jeho tvář a charakter a určily mu mezi ostatními divadly okupační epochy jeho specifické poslání: bojovat v daných možnostech proti fašismu [17].

- Už nikdy jsem nepoznal tak krásný pocit jako ve Větrníku, kde jsme opravdu dělali divadlo svého srdce, kdy jsme byť jen v mezích možností protestovali proti zrůdnosti okupace a stáli tak za svou prací stoprocentně názorově. Byli jsme si vědomi jejího společenského dopadu i významu [18].

Zdeněk Řehoř
- Z prvních inscenací Větrníku ve mně dodnes zbyla láska k divadlu a pokora před prací v něm…Pod vedením Josefa Šmídy jsem získával první herecké zkušenosti, přestával se stydět, učil se nejen mluvit, ale i pohybovat, vytvářet roli a navazovat kontakt s diváky, kteří seděli na metr od nás [19].

Jan Grossman
- Mezi všemi „protektorátními“ divadly zaujímá čelné postavení Větrník, vedený dramaturgicky a inscenačně Josefem Šmídou. Práce Větrníku je přes relativně krátkou dobu a všechna omezení souvislá, cílevědomá, vyhraněná a zároveň žánrově bohatá, vyznačuje se pregnantním režisérským i hereckým rukopisem [20].

Jiří Brdečka
- Ano, divadlo Větrník září ve vzpomínkách pamětníků jako jeden z mála světlých bodů podivné protektorátní atmosféry...Vepsalo se nesmazatelně do dějin naší divadelní kultury a ten, kdo viděl Šmídovy inscenace – a viděla je přinejmenším celá kulturní Praha – nikdy na ně nezapomene. [21]
- K tomu divadelnímu zpracování (Limonádového Joea) mne vyzval principál Větrníku Josef Šmída a jeho inscenaci mi ukázal teprve o premiéře...Jsem si jist, že nikdo z tehdejších návštěvníků nezapomene na neodolatelný šok nástupu, kdy za nepředstavitelného kraválu sami herci postavili scénu a navodili pravou divokozápadní atmosféru, s níž může těžko soutěžit masová rvačka, skvěle narežírovaná Oldou Lipským pro filmovou verzi Limonádového Joea. Ta divadelní měla ovšem tehdy ve Větrníku těžkou konkurenci s ostatním repertoárem, z něhož stačí jmenovat neodolatelnou dramatizaci Soudniček Franty Němce...[22].

Radovan Lukavský
- ...ve Větrníku jsme se Šmídou vypustili Mahenovu Husu na provázku. Poprvé a naposled v životě jsem tenkrát před generálkou omdlel. Vysílením, dávali jsme si zřejmě do těla víc, než jsme mohli dát do žaludku [23].

Bořivoj Srba
- Inscenační tvorba Větrníku měla nakonec všechny znaky tvorby zcela originální. Osvojuje si formy divadelního výrazu nalezené avantgardou, další cestu kupředu hledal Šmída objevováním nových forem pro básnická a společenská sdělení. Dospěl tak od divadla převážně lyrického zaměření a dadaistické grotesky k svéráznému typu epického divadla, v němž společenská kritika a útok proti fašismu byly maskovány zájmem o řešení problému povýtce uměleckého, problému spojení literatury a divadla. Hlavní význam jeho práce spočíval v tom, že prostřednictvím mimizované epiky vtahoval na scénu problémy, které v životě tehdejších lidí, hlavně mladých, hrály závažnou roli. V tomto smyslu nedokázala Větrníku tehdy konkurovat žádná jiná scéna divadelní mládeže. [24]

Miloš Kopecký
- Ten protektorátní Větrník mne nadchl. V jeho malém hledišti bylo něco jinak, jinde, jindy, nesrovnatelně, ale přece jen něco z nevylíčitelné atmosféry Osvobozeného divadla, které tehdy žilo už jen v mém srdci. Říkám, že mne Větrník nadchl: ale on mne, a se mnou i druhé, inspiroval. Z té inspirace se narodil čin: založili jsme ještě menší, a tedy nejmenší (pro šestašedesát diváků) pražskou scénu Tvar. [25]